# アノレクシア・ネルヴォサ
アノレクシア・ネルヴォサ（Anorexia Nervosa）は、フランスのシンフォニックブラックメタル・バンド。ディスクユニオン盤では、アノレクシア・ナーボサと書かれている。バンド名は、神経性無食欲症（拒食症）に由来する。

## 略歴
1991年にフランスのリモージュで結成された「Necromanicia」がバンドの前身である。1993年にデモ『The Garden of Delight』をリリースするが、同じバンド名が多かったことから1995年にバンド名を「アノレクシア・ネルヴォサ (Anorexia Nervosa)」に変更する。この時点でのバンド・メンバーは、ステファン・ゲルボー (ボーカル)、メートル・ステファン・ベール (ギター)、マルク・ザベ (ギター)、ピエール・クーケ (ベース)、ニルカス・ヴァン (ドラム)の5名である。
1995年にデモ『Nihil Negativum』をリリースする。同デモは、1200枚程度を売り上げたという。これをきっかけに、マルセイユに本拠地を置く新興インディーズ・レコード・レーベル、シーズン・オブ・ミストと契約する。1997年に、ファースト・アルバム『Exile』をリリースしデビューする。クレイドル・オブ・フィルスやエンスレイヴドなどのサポートアクトを務めるなど、順調に知名度を上げていった。しかしながら、メンバー間の人間関係の不和から、ステファン・ゲルボーとマルク・ザベが脱退する。1998年に、RMS・ライドマール (ボーカル)、ネブ・クソート (キーボード)が加入し体制を整える。この時点で、バンドは、ロイヤルティーやサポートなどを理由にシーズン・オブ・ミストから離脱している。
その後、ボーランヴィルのインディーズ・レコード・レーベル、オスモス・プロダクションと契約する。1999年に、ファーストEP『Sodomizing the Archedangel』、2000年にセカンド・アルバム『ドラッデンハウス』をリリースする。2001年にサード・アルバム『ニュー・オブスキュランティス・オーダー』をリリースするが、同アルバムを最後にオスモス・プロダクションを離脱。この離脱には、金銭問題などはなく、環境を変化させる必要があったという旨の発言をしている。
2004年に、ヴィムルーのインディーズ・レコード・レーベル、リスナブル・レコードと契約。同年には、ファースト・シングル「Codex Veritas」、コンピレーション・アルバム『Suicide is Sexy』、4枚目のアルバム『リデンプション・プロセス』をリリースする。『リデンプション・プロセス』は、サウンドホリックから日本盤がリリースされた。2005年に、セカンドEP『The September EP』をリリースする。リリース後、RMS・ライドマールが脱退。代わりのメンバーを見つけることができず、バンドは活動を休止した。
また、セカンド・アルバムとサード・アルバムは、ディスクユニオンから輸入盤に帯・ライナーノーツを加えた仕様で日本盤が発売されている。

## カバー曲
- X (現:X JAPAN)の『I'LL KILL YOU』(Vanishing Vision収録)をカバーした。同曲は4枚目のアルバム『リデンプション・プロセス』の日本盤ボーナス・トラックとして収録された。その後、2005年発売の『The September EP』にも収録されている。
- また、『The September EP』には、Xの他にダークスローンとForbidden Siteのカバーも収録されている。

## メンバー

### 活動休止時のメンバー
- メートル・ステファン・ベール (Maître Stéphane Bayle) - ギター (1995年–2005年)
- ニルカス・ヴァン (Nilcas Vant) - ドラム (1995年–2005年)
- ピエール・クーケ (Pierre Couquet) - ベース (1995年–2005年)
- ネブ・クソート (Neb Xort) - キーボード (1998年–2005年)

### 旧メンバー
- マルク・ザベ (Marc Zabé) - ギター (1995年–1998年)
- ステファン・ゲルボー (Stéphane Gerbaut) - ボーカル (1995年–1998年)
- RMS・ライドマール (RMS Hreidmarr) - ボーカル (1998年–2005年)

## ディスコグラフィ

### アルバム
- Exile (1997年)
- 『ドラッデンハウス』 - Drudenhaus (2000年)

※アルバム・タイトルの由来は中世のドイツにあった、魔女狩で捉えられた魔女達の収容所の名からだという。
- 『ニュー・オブスキュランティス・オーダー』 - New Obscurantis Order (2001年)
- 『リデンプション・プロセス』 - Redemption Process (2004年)

### EP
- Sodomizing the Archedangel (1999年)
- The September E.P. (2005年)

### デモ
- The Garden of Delight (1993年) ※Necromanicia名義
- Nihil Negativum (1995年)

### コンピレーション・アルバム
- Suicide Is Sexy (2004年)